# Paul Wolfowitz
Paul Dundes Wolfowitz (* 22. prosinec 1943) je americký politik a ekonom, představitel neokonzervativismu. V letech 2005–2007 byl prezidentem Světové banky, v letech 2001–2005 náměstkem ministra obrany USA (Deputy Secretary of Defense) ve vládě George Bushe ml., v letech 1986–1989 americkým velvyslancem v Indonésii. Pracoval na nižších pozicích již v administrativě Ronalda Reagana. Byl rovněž děkanem Johns Hopkins University.
Jako náměstek ministra obrany Donalda Rumsfelda byl hlavním strůjcem americké invaze do Iráku v roce 2003. Pochází z newyorské židovské rodiny, ovládá arabštinu, hebrejštinu, indonéštinu, francouzštinu a němčinu. V roce 2005 ho časopis Foreign Policy označil za 19. nejvlivnějšího intelektuála světa.